# Mantova Calcio 1994 2001-2002
Questa pagina raccoglie le informazioni riguardanti il Mantova Calcio nelle competizioni ufficiali della stagione 2001-2002.

## Stagione
La stagione 2001-2002 ha visto il Mantova partecipare al girone B della Serie C2, con 46 punti in classifica si è piazzato in nona posizione, il campionato ha promosso in C1 con 70 punti il Teramo, e la Sambenedettese che ha vinto i play off. Nel corso di questa stagione la proprietà del Mantova passa dopo solo due anni, da Mario Cioli ad una cordata veronese con presidente Andrea Fagnani. Il tecnico milanese Marco Falsettini inizia la stagione, ma resiste in sella fino a dicembre, poi ci provano Mirko Benevelli e Sauro Frutti, fino al termine del girone di andata con il Mantova a 18 punti, un solo punto sopra la zona playout. Nel girone discendente, dal 6 gennaio è la volta di Roberto Boninsegna, con lui i virgiliani si risollevano e chiudono il torneo con 46 punti a metà classifica. Miglior marcatore biancorosso con 9 reti è stato Gabriele Graziani. Nella Coppa Italia di Serie C il Mantova disputa ad agosto il girone E di qualificazione, che ha promosso la Spal, per differenza reti su Mantova e Cremonese.

## Risultati

### Campionato

#### Girone di andata
| Arbitro: | Tonin (Piombino) |

|  |           |                 |
|  | Marcatori | 54’ F. Giaretta |

| Arbitro: | Damato (Barletta) |

|  |           |                          |
|  | Marcatori | 36’ Graziani 90+2’ Zalla |

| Arbitro: | P.S. Mazzoleni (Bergamo) |

|                  |           |              |
| Zalla 75’ (rig.) | Marcatori | 89’ Bagalini |

| Montichiari 23 settembre 2001 4ª giornata | Montichiari        | 0 – 0 | Mantova | Stadio Romeo Menti (1.000 spett.)\| Arbitro: \| Brunialti (Trento) \| |
| Arbitro:                                  | Brunialti (Trento) |       |         |                                                                       |

| Arbitro: | Marelli (Como) |

|              |           |                     |
| Baglieri 26’ | Marcatori | 90+2’ N. Lampugnani |

| Mantova 7 ottobre 2001 6ª giornata | Mantova             | 0 – 0 | San Marino | Stadio Danilo Martelli (1.800 spett.)\| Arbitro: \| Tagliavento (Terni) \| |
| Arbitro:                           | Tagliavento (Terni) |       |            |                                                                            |

| Arbitro: | Masin (Conegliano) |

|           |           |                               |
| Parma 37’ | Marcatori | 16’ Dellagiovanna 26’ Filippi |

| Arbitro: | P.S. Mazzoleni (Bergamo) |

|                   |           |                |
| Dellagiovanna 69’ | Marcatori | 90+2’ Scarponi |

| Poggio Rusco 28 ottobre 2001 9ª giornata | Poggese            | 0 – 0 | Mantova | Stadio Comunale (2.100 spett.)\| Arbitro: \| P.C. Rossi (Forlì) \| |
| Arbitro:                                 | P.C. Rossi (Forlì) |       |         |                                                                    |

| Arbitro: | Vicinanza (Albenga) |

|  |           |              |
|  | Marcatori | 53’ Clementi |

| Arbitro: | Stefanini (Prato) |

|                        |           |              |
| Soncin 51’, 85’ (rig.) | Marcatori | 27’ Graziani |

| Arbitro: | Castagneri (Torino) |

|                                       |           |           |
| Dellagiovanna 35’ N. Lampugnani 90+1’ | Marcatori | 26’ Matys |

| Arbitro: | Angrisani (Salerno) |

|  |           |               |
|  | Marcatori | 90+6’ Biserni |

| Sassuolo 2 dicembre 2001 14ª giornata | Sassuolo            | 0 – 0 | Mantova | Stadio Enzo Ricci (600 spett.)\| Arbitro: \| Angiuoni (Oristano) \| |
| Arbitro:                              | Angiuoni (Oristano) |       |         |                                                                     |

| Mantova 9 dicembre 2001 15ª giornata | Mantova         | 0 – 0 | Rimini | Stadio Danilo Martelli (1.300 spett.)\| Arbitro: \| Banti (Livorno) \| |
| Arbitro:                             | Banti (Livorno) |       |        |                                                                        |

| Arbitro: | Smaldone (Nichelino) |

|              |           |              |
| Ischia 90+4’ | Marcatori | 59’ Montrone |

| Arbitro: | Carrer (Conegliano) |

|              |           |                           |
| Pupita 90+4’ | Marcatori | 58’ Molinari 79’ S. Motta |

#### Girone di ritorno
| Brescello 6 gennaio 2002 18ª giornata | Brescello     | 0 – 0 | Mantova | Stadio Giovanni Morelli (700 spett.)\| Arbitro: \| Lops (Torino) \| |
| Arbitro:                              | Lops (Torino) |       |         |                                                                     |

| Arbitro: | Ciliberto (Teramo) |

|                           |           |  |
| Montrone 54’ Graziani 59’ | Marcatori |  |

| Arbitro: | Rubino (Salerno) |

|            |           |  |
| Myrtaj 26’ | Marcatori |  |

| Arbitro: | Saveri (Viterbo) |

|              |           |  |
| Altinier 88’ | Marcatori |  |

| Arbitro: | Finazzi (Torino) |

|             |           |  |
| Graziani 8’ | Marcatori |  |

| San Marino 10 febbraio 2002 23ª giornata | San Marino        | 0 – 0 | Mantova | Stadio Olimpico di Serravalle\| Arbitro: \| Masiero (Venezia) \| |
| Arbitro:                                 | Masiero (Venezia) |       |         |                                                                  |

| Arbitro: | Damato (Barletta) |

|                                |           |  |
| Graziani 3’ (rig.), 13’ (rig.) | Marcatori |  |

| Arbitro: | Giannoccaro (Lecce) |

|              |           |                         |
| Scarponi 43’ | Marcatori | 42’ Caridi 53’ Graziani |

| Arbitro: | Carlucci (Molfetta) |

|                                                        |           |  |
| Graziani 32’ Volpe 52’ Giubilato 63’ Dellagiovanna 69’ | Marcatori |  |

| Arbitro: | Saveri (Viterbo) |

|  |           |                        |
|  | Marcatori | 28’ Graziani 31’ Volpe |

| Arbitro: | Ciampi (Roma) |

|  |           |                                |
|  | Marcatori | 53’ D. Pellegrini 85’ Pilleddu |

| Arbitro: | Nicoletti (Macerata) |

|             |           |  |
| Matys 90+5’ | Marcatori |  |

| Arbitro: | Pantana (Macerata) |

|                        |           |              |
| Gabriellini 88’ (rig.) | Marcatori | 56’ Altinier |

| Arbitro: | Masin (Conegliano) |

|                               |           |  |
| Giubilato 45+2’ Dallamano 50’ | Marcatori |  |

| Arbitro: | Ciancaleoni (Foligno) |

|             |           |  |
| Mussoni 58’ | Marcatori |  |

| Arbitro: | Gandolfi (Cremona) |

|               |           |                        |
| Giubilato 14’ | Marcatori | 55’ (rig.) V. Garofalo |

| Arbitro: | Romeo (Verona) |

|                                                        |           |                         |
| Chiopris Gori 18’ Bernardi 21’ S. Motta 25’ Ibanez 76’ | Marcatori | 47’ Zalla 82’ Dallamano |